# Siegfried Ansorge
Siegfried Ansorge (* 20. September 1935; † 24. Dezember 2023) war ein deutscher Chemiker, Immunologe und Hochschullehrer.

## Leben
Ansorge absolvierte eine Ausbildung zum Chemiefacharbeiter und legte seine Abiturprüfung in Halle an der Saale an der Arbeiter-und-Bauern-Fakultät ab. Anschließend studierte er Chemie an der Universität Halle. Dort war er ab 1960 wissenschaftlicher Assistent am Institut für Physiologische Chemie. Er wurde 1966 an der Universität Halle mit der Arbeit Mikropräparative Isolierung und nähere Charakterisierung von Peptiden aus dem menschlichen Harn promoviert und habilitierte sich ebenfalls dort 1974 über den Abbau von Proteinen und Peptidhormonen in der Rattenleber.
Er erhielt 1979 eine Berufung als ordentlicher Dozent für Immunologie an die Medizinische Akademie Magdeburg, wo er 1983 eine ordentliche Professur übernahm. Nach der Wende wurde er 1992 zum Professor neuen Rechts für das Fachgebiet Experimentelle Innere Medizin und Direktor des Institutes für Experimentelle Innere Medizin der heutigen Medizinischen Fakultät der Otto-von-Guericke-Universität Magdeburg berufen. Dort richtete er 1995 den Sonderforschungsbereich (SFB) der Deutschen Forschungsgemeinschaft „Zelluläre Proteasen, Bedeutung für Immunmechanismen und entzündliche Erkrankungen“ ein und fungierte als dessen Sprecher. Er wurde 1996 zudem zum kommissarischen Direktor des Instituts für Immunologie der Otto-von-Guericke-Universität ernannt.

## Publikationen
- Liste der Publikationen bei PubChem